# 陽光姊妹淘
《陽光姐妹淘》（韓語：써니）是一部2011年上映的韓國電影。影片講述曾經是中學“七公主”小團體的成員時隔25年後再次相聚，尋找青春回憶的溫馨故事。

## 劇情
25年前，全斗煥獨裁统治時期，高中生任奈美（沈恩敬 饰）和家人從全羅道搬到漢城，就讀真德女子高中，因方言口音濃厚羞於開口的她幸運的得到了同班大姐頭何春花（姜素拉 飾）的維護，並與圍繞在何春花周圍的執著于雙眼皮的金薔薇（金敏英 飾）、滿口髒話的黃真熙（朴真珠 飾）、夢想成為作家的徐金玉（南寶拉 飾）、要成為韓國小姐的柳福熙（金甫美 飾）以及沉默傲慢的美人鄭秀智（閔孝琳 飾）等五人結識。在一次和不良少女幫對決後，春花和奈美等七人组成了“Sunny”團體。多年後，家庭主婦奈美在去醫院探望母親時偶然重逢了身患絕症住院的春花，後者希望在生命的最後兩個月内，能够再見當年的Sunny成員。奈美找到金薔薇，两人委託私家偵探尋找當年的同伴，而那些關於青春的回憶，也在一個個熟悉的名字後面再度被喚醒。

## 演員陣容

### 主要人物
| 角色   | 少女時期 | 成年時期 | 角色概述                                                                                                   |
| ------ | -------- | -------- | --- |
| 任奈美 | 沈恩敬   | 柳好貞   | 轉學生，擅長畫畫，25年後在醫院遇見了春華                                                                   |
| 何春花 | 姜素拉   | 陳熙瓊   | 擅長打架，25年後得了癌症。因為與娜美再度相遇，興起想在死前見七公主伙伴們的念頭。                           |
| 鄭秀智 | 閔孝琳   | 尹廷     | 高冷大美女，因為娜美和自己的繼母都是全羅道人而一度討厭娜美。最後透過登報的方式，秀智前來參加春花的喪禮。   |
| 柳福熙 | 金甫美   | 金宣敬   | 夢想成為韓國小姐，後來因家中借了高利貸，輾轉成為了酒店小姐。                                               |
| 黃真熙 | 朴真珠   | 洪真熙   | 擅長罵人，25年後已整型得不像以往的面貌，成為有錢人的太太。是娜美和薔薇透過私家偵探第一個找到的成員。       |
| 金薔薇 | 金敏英   | 高水熙   | 喜歡畫眼妝，希望有漂亮的眼睛。25年後，娜美透過中學老師第一個找到的成員，在保險公司當業務，但業績不甚理想。 |
| 徐金玉 | 南寶拉   | 李妍京   | 有時會抓狂打人，夢想成為作家。25年後過著看婆婆臉色、幫小姑帶小孩的日子。                                   |

### 其他人物
- 金時厚 飾演 韓俊昊
- 金英玉 飾演 奈美的奶奶
- 鄭原仲 飾演 奈美的父親
- 金惠鈺 飾演 奈美的母親
- 朴英瑞（朝鲜语：박영서） 飾演 奈美的哥哥
- 千玗嬉 飾演 尚美
- 河勝理 飾演 藝蘋
- 金叡園 飾演 少女時代 領導者
- 金元海 飾演 奈美的高中教師
- 蘇熙靜 飾演 奈美的高中班主任

### 客串出演
- 車太鉉 飾演 保險公司模特兒
- 姜萊燕 飾演 奈美哥哥的女友
- 金準浩 飾演 員警
- 李準赫 飾演 私家偵探社社長
- 韓勝賢（朝鲜语：한승현） 飾演 薔薇的哥哥
- 李璟榮 飾演 韓俊昊（成年時期）
- 白鍾鶴（朝鲜语：백종학） 飾演 奈美的老公
- 鄭石勇 飾演 蒙美的哥哥（成年時期）
- 朱鎬 飾演 保險公司店長
- 姜智苑 飾演 秀智的後母
- 金智慶 飾演 真熙的丈夫
- 權恩洙 飾演 學校午餐時間的廣播員
- 李宗煥 飾演 宗煥（廣播員）
- 楊姬瓊 飾演 薔薇的母親
- 成智婁 飾演 春花的律師
- 柳惠琳 飾演 少女時代成員
- 金甫娟

## 獎項
- 第48屆大鐘賞：導演獎—姜炯哲（朝鲜语：강형철）

## 衍生作品
- 2013年香港電視劇《女人俱樂部》[2]
- 2018年日本電影《陽光姊妹淘SUNNY》
- 2018年越南電影 《灿烂歲月 (越南電影)》
- 2021年中國電影《陽光姊妹淘 (中國電影)》
- 2021年美國電影 《陽光姊妹淘 (美國電影)》

## 類似題材作品
- 1996年香港電影《四個32A和一個香蕉少年》